# Schistophallus oscari
Schistophallus oscari is een slakkensoort uit de familie van de Oxychilidae. De wetenschappelijke naam van de soort is voor het eerst geldig gepubliceerd in 1883 door M. von Kimakowicz.